# Julian Pudło

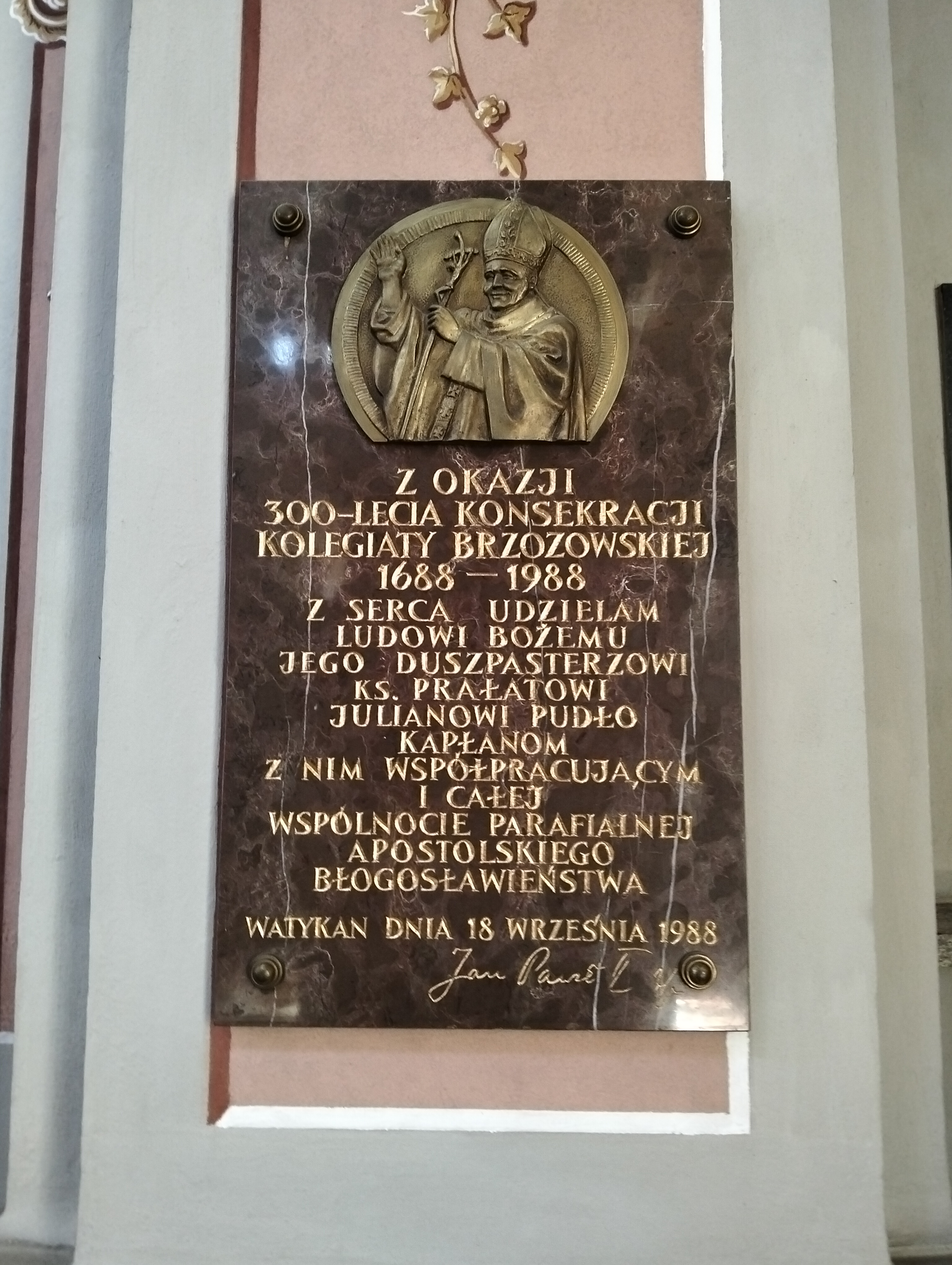
Tablica w kolegiacie brzozowskiej

Julian Pudło (ur. 8 sierpnia 1926 w Korczynie, zm. 27 marca 2020 w Brzozowie) – polski kapłan katolicki, proboszcz brzozowski, protonotariusz apostolski supra numerum, honorowy obywatel Brzozowa.

## Życiorys
Pochodził z rodziny wielodzietnej. Jego ojciec był rzemieślnikiem, natomiast matka rolniczką, która zajmowała się domem. W 1939 zdał egzamin do Państwowego Gimnazjum i Liceum im. Mikołaja Kopernika w Krośnie (działania II wojny światowej uniemożliwiły mu naukę w tej szkole). W czasie okupacji niemieckiej uczył się na tajnych kompletach oraz w krośnieńskiej szkole handlowej. Po wojnie uczęszczał do Gimnazjum i Liceum w Krośnie. Maturę zdał w 1948, a rok później rozpoczął studia na Wyższym Seminarium Duchownym w Przemyślu. Ukończył je w 1953. 21 czerwca 1953 przyjął święcenia kapłańskie z rąk biskupa Franciszka Bardy. Przez roczny okres pozostawał wikariuszem w Przybyszówce, a od 1 września 1954 do 1967 w Brzozowie, gdzie zajmował się m.in. katechezą młodzieży. W 1967 został proboszczem brzozowskim. W 2001 przeszedł na emeryturę, jednak nadal mieszkał oraz działał w Brzozowie. W 1975 włączono go w skład Brzozowskiej Kapituły Kolegiackiej. W 2000 papież Jan Paweł II mianował go protonotariuszem apostolskim supra numerum. Pochowano go 31 marca 2020 na brzozowskim cmentarzu parafialnym. Obrzędom tym przewodził arcybiskup Adam Szal.
Był inicjatorem restauracji kolegiaty brzozowskiej. W latach 80. działał w opozycji antykomunistycznej, organizował uroczystości patriotyczne i religijne, był szykanowany przez służbę bezpieczeństwa. Był uczestnikiem procesów beatyfikacyjnego i kanonizacyjnego biskupa Józefa Pelczara.

## Odznaczenia i wyróżnienia
Uhonorowany został różnymi odznaczeniami, w tym Złotym Krzyżem Zasługi, medalem "Zasłużony dla NSZZ Solidarność" oraz honorowym obywatelstwem Brzozowa. Został również "Indywidualnością w regionie brzozowskim" w 1995 i 2002, natomiast w 2011 otrzymał tytuł "Zasłużony dla Powiatu Brzozowskiego".